# Feldflieger-Abteilung 29
Feldflieger-Abteilung Nr. 29 – FFA 29 – jednostka obserwacyjna i rozpoznawcza lotnictwa niemieckiego Luftstreitkräfte z początkowego okresu I wojny światowej.

## Informacje ogólne
W momencie wybuchu I wojny światowej z dniem 1 sierpnia 1914 roku została utworzona we Fliegerersatz Abteilung Nr. 6 i weszła w skład większej jednostki 3 Kompanii Batalionu Lotniczego Nr 1 w Großenhain. Jednostka została przydzielona do AK XII. Jednostka uczestniczyła w walkach na froncie zachodnim.
15 stycznia 1917 roku jednostka została przeformowana i zmieniona we Fliegerabteilung 278 (Artillerie) – (FA A 278).
W jednostce służyli m.in. Gustav Schneidewind służący później w Jagdstaffel 17. Gerhard Sedlmayr niemiecki pionier lotnictwa i twórca firmy Autoflug.

## Dowódcy eskadry
| Stopień | Nazwisko | Okres           |
| ------- | -------- | --------------- |
| Kapitan | von Jena | sierpień 1914 – |